# Goliárd

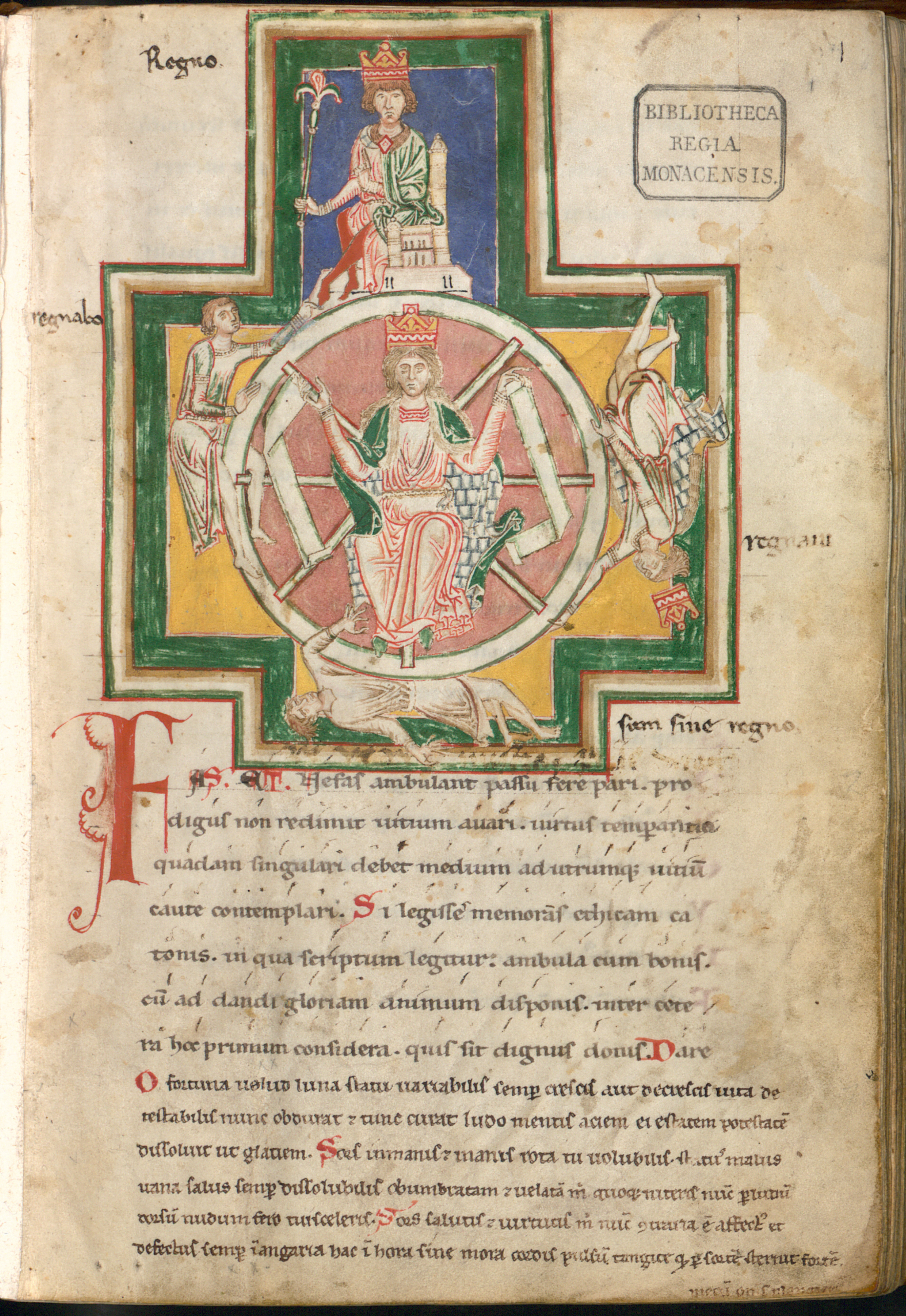
Carmina Burana (Codex Buranus), benediktbeuerni kolostor, Németország

A goliárdok középkori vándordiákok voltak a 12–13. században, akik latin nyelvű szatirikus költeményeket hagytak az utókorra. Főként francia, itáliai, angliai, német iskolákban, egyetemeken szolgáló vagy tanuló klerikusok voltak, akik énekkel, verssel, színielőadással bírálták az egyházban egyre fokozódó ellentmondásokat.
Más elnevezései: latinul clerici vagi, vagantes vagy gens Goliae, franciául goliard, gouliard vagy bacchant, olaszul goliardo, goliarda vagy gagliardo, németül goliarden, bacchanten, vaganten, spanyolul goliardo vagy sopista, provanszálul gualiar, hollandul goliarden.
Magyarul műveiket vágánsköltészet elnevezéssel is illetik.

## A megnevezés eredete

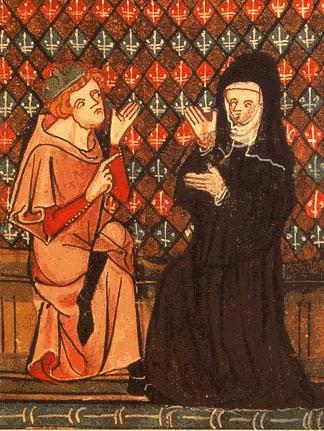
Abélard és Héloïse. A jelnyelv a goliárdok hagyományos közlésformája volt

A goliárd főnév és melléknév történetére vonatkozóan több magyarázat látott napvilágot. Egyfelől valószínűnek tűnik, hogy a goliárd szó a Góliát és az Abélard nevek összevonásából keletkezett. A 12. századi közművelődés és vallási gondolkodás egyik mestere, Clairvaux-i Szent Bernát, a keresztes háborúk lelkes szorgalmazója és értelmi atyja szellemi ellenfelét, a logikai és teológiai művei révén közismert Pierre Abélard-t, az egyetemista diákok, vándorköltők és -papok háborúellenes, zárt körű, céhes mozgalmának és rendjének megalapítóját s ennek nagyszámú hívét, új Góliátként bélyegezte meg egyik híres, II. Ince pápához írt levelében. A bibliai Dávid király által legyőzött, öntelt, filiszteus, pogány óriás, Góliát avagy középkori latin névváltozatában Golias a Sátán allegorikus megfelelőjeként élt a korabeli vallásos köztudatban. Ebben az értelemben a goliárdok Góliát, vagyis Pierre Abélard hívei. 
Másfelől pedig a goliárd megnevezés a latin gula (gége, torok, nyeldeklő, s átvitt értelemben: a falánkság, az ínyencség) szóval is szoros kapcsolatban áll, minthogy a vándordiákok csillapíthatatlan kulturális, és egyúttal főképp fiziológiai jellegű étvágyát, valamint szellemi s egyben a mindennapi bor iránt érzett, olthatatlan szomját góliátinak, azaz óriásinak könyvelte el a korabeli közvélemény, s a vándordiákok maguk is büszkén vállalták ezt a mind gasztronómiai, mind intellektuális meghatározottságú minősítést. Nem véletlen eképp, hogy a mozgalom egyik korai szimbóluma a kés és a kanál, illetve a későbbiekben a villa és a kanál volt, X-alakban elhelyezve. 
Ugyanakkor az sem kizárt, hogy a goliárd szó a közfrancia gueule (pofa) és Gaule (Gallia) szavakkal avagy az ófrancia gay luron (vidám lurkók) kifejezéssel is kapcsolatban áll. A goliárdok önmagukat Golia avagy Golias, azaz Góliát eretnek püspöktől is származtatták szimbolikusan. Az alsópapság elvilágiasodásának jelensége valószínűleg jóval korábbi, mint a XII. század, tudniillik az első nikaiai zsinat (325) és Szent Benedek Regulájának (Regla Benedictina) (529) rendelkezései már elítéltek egy bizonyos, kicsapongó életet élő papfajtát, akit a goliárdok történelmi előképének is tekinthetünk.

## A goliárdok cselekedetei

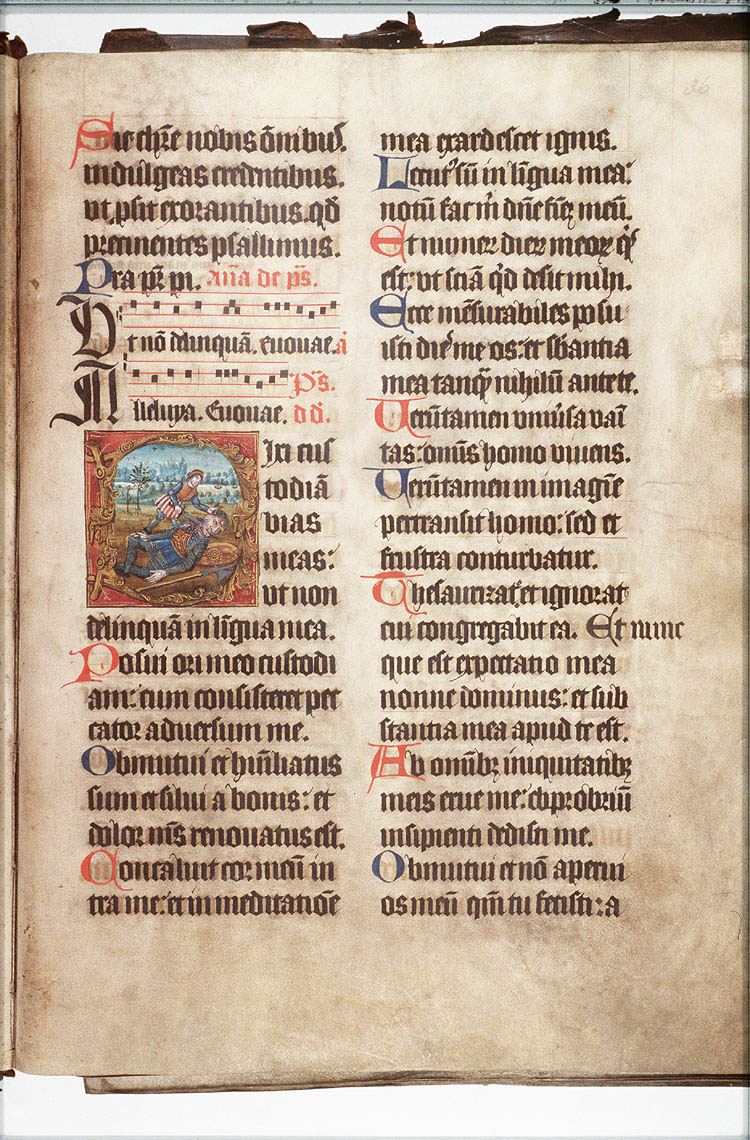
Dávid és Góliát, miniatúra. 16. századi ferences kézirat, Lichtenberg. Abélard sic et non módszerének ikonográfiai alkalmazásaképp az óriás Góliát ábrázolása lekicsinyített

A goliárdok fölöttébb szűkös anyagi körülmények között éltek. Megélhetésük előteremtése végett utcai zenészekként, igricekként, vásári mulattatókként (lat. ioculator), játékmesterekként, viccmondókként, énekesekként, rögtönző versfaragókként, gólyalábakon járó-kelő ál-óriásokként, bűvészekként, élőknek tűnő, hatalmas bábukat (grand guignol) mozgató, s mesebeli lényeknek parancsoló bábművészekként, szemfényvesztőkként, alkalmi beugrószínészekként, színházi statisztákként vagy bohócokként tevékenykedtek, de a korabeli ingyenkonyhák visszatérő kosztosaiként a koldulástól sem riadtak vissza. 
A középkori értelmiségi réteg bohémjaiként és tréfamestereiként a goliárdok a szórakoztatóipar fejlődéstörténetében jelentős mozzanatot képviseltek. Kapcsolatuk a cigány kultúrával és a Svájcban jelenleg nemzetiségi csoportként elismert Jénisekkel művelődéstörténeti kutatások tárgyát képezheti. A fél- vagy alvilági elemekkel kialakíthatott, kölcsönös segítségnyújtást is föltételezhető viszonyuk éppen a goliárdok életmódjából adódó, kétes erkölcsű társadalmi körülményekből születhetett. A királyi és fejedelmi hatalom legbelsőbb köréhez tartozó udvari bolond Európában általánosult intézményén keresztül a goliárdok a politikai vezetésben is részt vettek. 
Mint az európai egyetemi mozgalmak legradikálisabb szárnyának tagjai, a vándordiákok abból a célból, hogy a végső, magisteri fokozatot elnyerjék, kötelező körutat jártak végig egy vagy több ország (Franciaország, Olaszország, Németország, Anglia, Németalföld, Spanyolország) egyetemi központjai között helységről helységre, követve azt az egyetemi tanárt, akit mesterüknek tekintettek, s aki gyakorta hozzájuk hasonlatos anyagi viszonyok között tevékenykedett. Noha meglehetősen széles körű műveltségre tettek szert, a vándordiákok jórésze sohasem vált mesterré, így az örök egyetemista félvilági státusában maradt élete végéig a társadalom underground, marginális elemeként. 
A goliárdok hírhedten csínytevő, bárdolatlan humorú, trágárságokkal teletűzdelt, antiklerikálisnak minősíthető ténykedéseinek fő célkitűzése elsősorban mégsem egy szemellenzős vagy elfogult egyházellenesség, hanem sokkal inkább az ifjúkorra jellemző meghökkentési szándék volt, amely igyekezett pellengérre állítani a korabeli társadalom hatalmasságait és ezek emberi visszásságait. Az okcitániai Saint-Rémyben például a goliárdok úgy vonultak föl a misére, hogy mindegyikük egy-egy kötélre erősített heringet húzott a földön, s a játék abból állt, hogy valamennyiük az előttük lévő hering valamelyikére kellett rálépjen, vigyázva ugyanakkor arra, hogy a saját heringjére senki se lépjen rá a mögöttük fölvonulók közül. Némely vidéken a goliárdok megrendezték a szamár ünnepét, amelynek keretében egy fölcicomázott szamarat a templomok kórusába vonszoltak föl, ahonnan a goliárd kántor a szamár dicséretét zengte el a hallgatóságának. Mikor az énekvezér el-elhallgatott, a közönség a következőt ismételgette: I-á, Sire Âne (’Szamár Fenség’), i-á. Megesett, hogy a goliárdok nőknek öltöztek a kórusban, vérest ettek az oltáron misézés közben, a tömjénezést pedig a kimustrált lábbelijük meggyújtott talpának füstjével végezték. Máskor meg fékeveszetten fogócskáztak s ugrabugráltak a templomban avagy nyikorgó kordékban húzatták körbe magukat a városon. 
Szélsőséges nonkonformizusuk és az emberi gyarlóságokat (balgaság, fösvénység, parancsuralmi vágyak, stb) kihívóan karikírozó magatartásuk folytán a goliárdok több ízben is összetűzésbe kerültek a középkori Egyház vezetőségével. 1227-ben a trieri zsinat megtiltotta a goliárdok részvételét a szentmisén. 1229-ben a goliárdok zendülést szerveztek a párizsi egyetemen a pápai küldött fondorlatai elleni tiltakozásképpen. 1300-ban a kölni zsinat eltiltotta a goliárdokat a prédikálástól és a bűnbocsánati cédulák árusításától. Mindezen tények mégsem vezettek komoly szembenállásra vagy összecsapásra a számottevő társadalmi súllyal nem rendelkező goliárdok, valamint a társadalomban kulcspozíciót betöltő középkori Egyház között. Az Egyház felső vezetősége többnyire nagyvonalúsággal és megengedő legyintéssel (s éppen a goliárdok sic et non módszerét alkalmazva) kezelte a vándordiákok csínytevéseit.

## A goliárdok művészeti ágakban való jelenléte
Minthogy a goliárdok humán-egyetemek hallgatói voltak, műveltségük elsősorban az antik kultúra ismeretére épült. A goliárd irodalomra így hatott a görög-római Bacchus, Silenus- és Priaposz-kultusz, Anakreón bordal-versei, Diogenész parabolikus tanításai, Ovidius és Catullus erotikus lírája, a római elégia-költészet nagyjai (Tibullus, Propertius), valamint Persius és Juvenalis szatíraművészete. A goliárdok jeleskedtek az irodalom, ezen belül pedig a komikus és erotikus líra, a vastaghumorú pornográf elbeszélés, a pikareszk elemekkel dúsított fantázia-regény, továbbá a világi zene s a Középkorban divatos, elő-abszurd, vagyis a logikai és nyelvi lehetetlenségekkel teletűzdelt humoros színjátszás (a francia farce, illetve facétie), valamint a misztériumjátékok, a moralitásjáték s a mirákulumok területén. A spanyol nyelvterületen a goliárd költők és zenészek tunáknak nevezett énekkarokat alakítottak. 
A goliárdoknak jelentős szerepük volt a középkorban közkedveltségnek örvendő karneválok, az alkalmakhoz kötött fölvonulások (processio) megrendezésében, a reneszánsz kortól divatbajött commedia dell’arte-előadások színpadra vitelében, továbbá a Bolondok Ünnepének a megszervezésében és lebonyolításában. A tolvajnyelvhez hasonlóan, amelynek kidolgozásában a goliárdok is alaposan kivették a részük, a vágánsok sajátságos nyelvezete, a görög-római mitológia százszemű Argó hajójáról elnevezett argó, elsősorban az anagrammákat bőven fölhasználó szójátékokra épült.

## Goliárd írók és költők

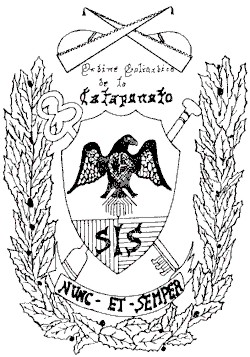
A San Paolo di Civitate-i Egyetem Goliárd-Rendjének szimbóluma

- A goliárd líra középkori antológiái. Carmina Burana (versgyűjtemény) ; Manesse-kódex ; Carmina Cantabrigiensia.
- Francia irodalom. Pierre Abélard, Petrus Blesensis, Chrétien de Troyes, Andrieu Contredit, Huon d'Orléans, Gautier de Coincy, Gautier de Châtillon, Phillipe le Chancelier, Guillaume de Lorris, Rutebeuf, Eustache Deschamp, Jean de Meung, Guillaume de Machaut, Jean Régnier, Guillaume Alexis, Arnoul Gréban, François Villon, François Rabelais.
- Német irodalom. Der Kürenberger, Archipoeta, Dietmar von Aist, Friedrich von Hausen, Ulrich von Singenberg, Otto von Botenlauben, Bligger von Steinach, Walther von der Vogelweide, Albrecht von Johannsdorf, Neidhart von Reuenthal, Hadamar von Laber, Ulrich von Lichtenstein, Gambrinus, Hans Sachs.
- Olasz irodalom. Cecco Angiolieri, Dante, Galeotto Marzio, Boccaccio, Petrarca, Antonio Beccadelli, Ludovico Ariosto, Giordano Bruno.
- Angol irodalom. William Langland, Geoffrey Chaucer, John Lydgate, John Gower.

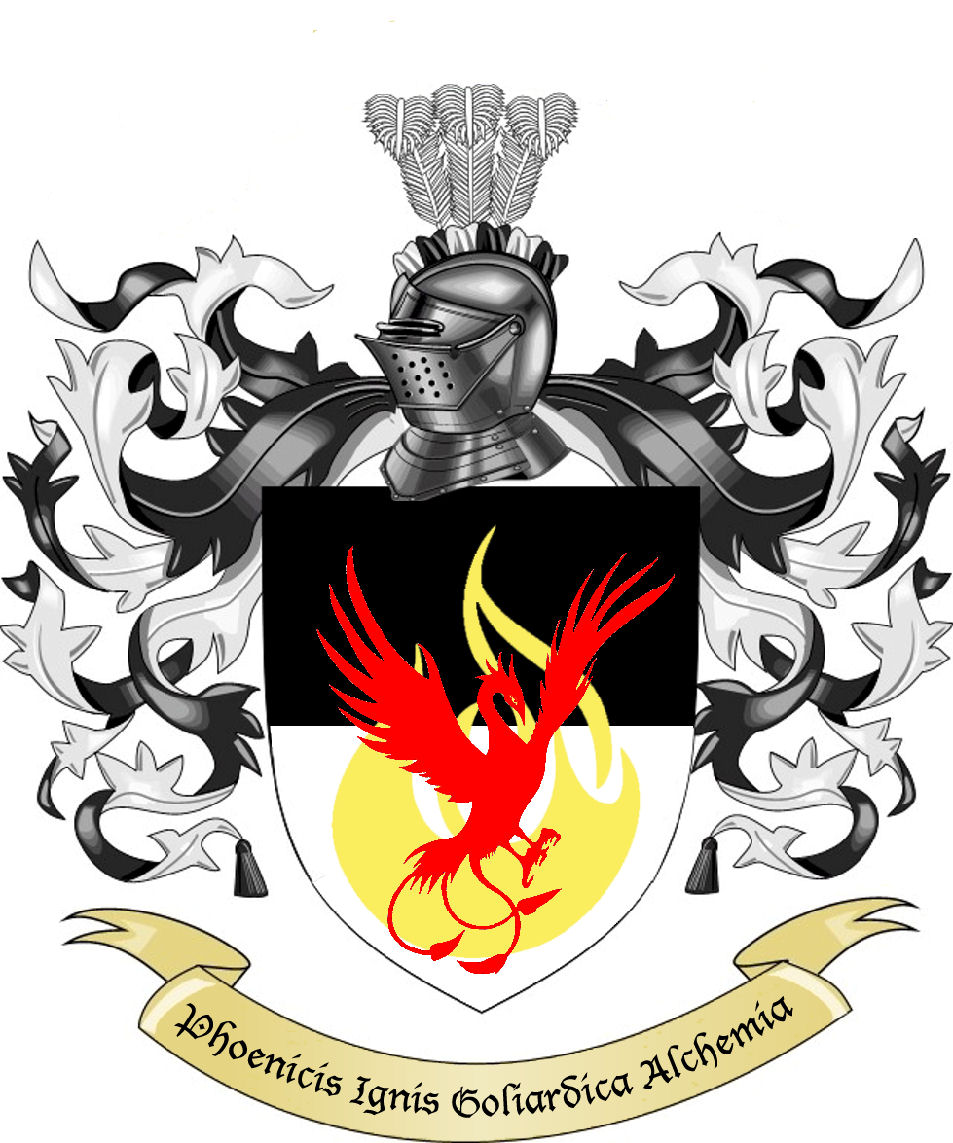
A Ferrarai Egyetem Goliárd-Rendjének (Phoenicis Ignis Goliardica Alchemia) címerpajzsa

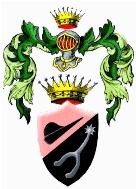
A Palermói Egyetem Goliárd-Rendjének (Supreme Ordine Goliardico dello Speron di Ferro) címerpajzsa

- Magyar irodalom. Janus Pannonius, Balassi Bálint, Apáti Ferenc, Faludi Ferenc, Ráday Gedeon, Pálóczi Horváth Ádám, Csokonai Vitéz Mihály, Petőfi Sándor.

## A goliárd költészet verstani jellegzetességei
Az antik költészet időmértékes verselését félretéve, a goliárdok a befogadóban szavatoltan elragadó hatást kiváltó rímes ütemversek hívei voltak. Verstani újításaik bevonultak a világirodalom történetébe. A goliárd verstan jellegzetességeinek használata az alkotó eszmetörténeti hovatartozását jelezte.
- A goliárdsor

Hangsúlyos trochaikus lejtésű, két sormetszettel három részre tagolt sor. Versképlete : 4/3//4/2. Nem lábvers, hanem ütemvers. A helyettesítő lábak pirrichiusok, azaz két rövid szótagból álló verslábak lehetnek hangsúlytalan szótagban.
Az Archipoeta híres gyónása goliárdsorban, azaz vágánssorban íródott : Meum est pro / positum // in taberna / mori, // ut sint vina / proxima // morientis / ori. // Ráday Gedeon laza időmértékes fordítása két sorba rendezi a föntieket : Szándékom, hogy / éltemet / végezzem kocs / mába, // Haldokló szám / hoz közel / bor legyen kan / nába.
- Az auctoritas-strófa

A auctoritas-strófa (tekintély-strófa) három goliárdsorból és egy eredeti mértékben idézett antik sorból áll.

## A goliárd művészet- és világszemlélet tematikai állandói
A goliárdok rendhagyó, meglepő s paradoxálisan tragikomikus világnézete az utolsó óriások egyike, Góliát (héber גָּלְיָת, száműzetés, száműzött, menekült) ó-testamentumi alakjának (Sámuel I, 17 : 47) az allegorikus és ezoterikus értelmezéséből adódott. A provokatív fönnhéjázása okán elbukott, emblematikus óriás-héroszhoz való szellemi tartozás mesterkélten vidám és látszólag derűs vállalása a goliárd életmód szélsőséges túlméretezettségének a lesújtó kudarcát is szimbolizálta a kíméletlen, férfias önbírálat s a magábaszálló, tragikus bűnbánat szintjén. A goliárdok világi és kompenzatorikusan is programszerű, élvezetközpontú világlátásának legfontosabb jellemzője eképp a gyakran öniróniával avagy szarkazmussal társuló, s nemritkán a groteszk avagy inkább a groteszk realizmus felé hajló szatirikus szellem lett. Ugyanakkor a goliárd gúny módszeres alkalmazásának a kialakításában jelentős szerepet töltött be az ógörög cinikus iskola hatása. 
A társadalmi, kulturális, eszmetörténeti vagy vallási tabuk átértékelése s ezek viszonylagosságának a tudatosítása a Középkorban is számottevő szellemi erőfeszítést igényelt. Ezt az ambiciózus célkitűzést a goliárdok az Abélard által tökélyre vitt dialektika sic et non (igen és nem) módszerével kísérelték meg beteljesíteni. Eme elv alkalmazásaképpen az emberi elme csupán önmagát ellentételezve juthat el az igazság megismeréséhez, s ezen heurisztikai eljárásnak a szellemében a goliárdok elsősorban a (meg)fordított, tótágast álló világ toposzát hasznosították a műveikben. Az önmagát mintegy szándékosan kódoló létezésben tehát mindaz, ami profánnak tűnik, az valójában szent, és fordítva. Aki következésképpen a földi világban nem más, mint egy közönséges és megvetett koldus, az a szellemi, transzcendens és metafizikai létezésben megtisztelő rangot elfoglaló entitásként létező misztikus királyfi. Az eszményinek, magasztosnak, tisztelni valónak kikiáltott konszenzuális értékek ezenképpen nem egyebek, mint a legegyszerűbb emberi hibákat elkendőző, ócska álarcok. A goliárd világ- és létérzékelés szemszögéből a látszólag legbonyolultabb dolgok valójában kiváltképpen egyszerűek, az egyszerűeknek tetszők pedig éppen a legbonyolultabbak. 
A goliárd költészet rejtjeles, ám szemantikailag lefordítható tárgykörének a középpontjába eképp mintegy természetszerűen a bor, a lakoma és a testi szerelem szolgáltatta gyönyörök kerültek hermeneutikai és miszterioszófiai (titoktani) megvilágításban. A goliárd művészetben is helyenként megjelenő fiúszerelem Platón történelmi előidőket fölidéző androgün mítoszát tekintette elméleti alátámasztásának. 
Az életvidám kocsmaszellem és az izgalomkeltő játékszenvedély dicsőítése nemkülönben visszatérő motívumot képezett a goliárd irodalomban és zenében. A goliárd Szentháromság kortárs olasz triója például Bacco, Tabacco és Venere, azaz magyarítva Bor, Bagó és B... tréfás istenhármasából ötvöződik össze. A goliárdok világi jellegű és parodisztikus ál-teológiájában ugyanakkor főszerepet töltött be Master Gaster, Bendő Úr, a kozmikus Űr megszemélyesítője. A váltig üres és az orfikus őskáoszhoz hasonlatos Világhasba egy, a kortárs csillagászattani s atomfizikai hipotézisek feketelyukaihoz hasonlítható intergalaktikus nyeldeklő (latin gula) csillagkapuján született bele a goliárd, s az élet mint emésztődés betetőződése után és szükségszerű következményeképpen a Világbendő végbélnyílásának (latin anus) a halál-kapuján taszítódott ki egyfajta létezés-alkímiai szupernóvaként újabb kozmikus óriások, azaz univerzumok jövendő, energiapótló nyersanyaga s eledele gyanánt. 
Ilyen fogalmi összefüggésben a gasztronómia művészetének mindennapi gyakorlata és értő művelése szakrális értékű ebben az egyetemes energia-átalakulást megelőlegező világszemléletben, s következésképpen az éhenkórász goliárd hasember számára a finomínyű, szakavatott szakács tölti be az ég és a föld közötti hídverő, lélekvezető főpap, a pontifex szerepét. A mindennapi táplálkozás és ürítés eképp sacramentum értékű a goliárdok tragikomikus gyomor-teológiájában, amelyben nemkülönben meghatározó szerepet töltött be a váltig körbeforgó kerékkel ábrázolt, mindent forgató Fortuna, vagyis az egyetemleges átalakulást megszemélyesítő, kiszámíthatóan kiszámíthatatlan, törvényszerűen szeszélyes és ingatag Szerencse istennő.

## A goliárd szellemiség átörökítődése

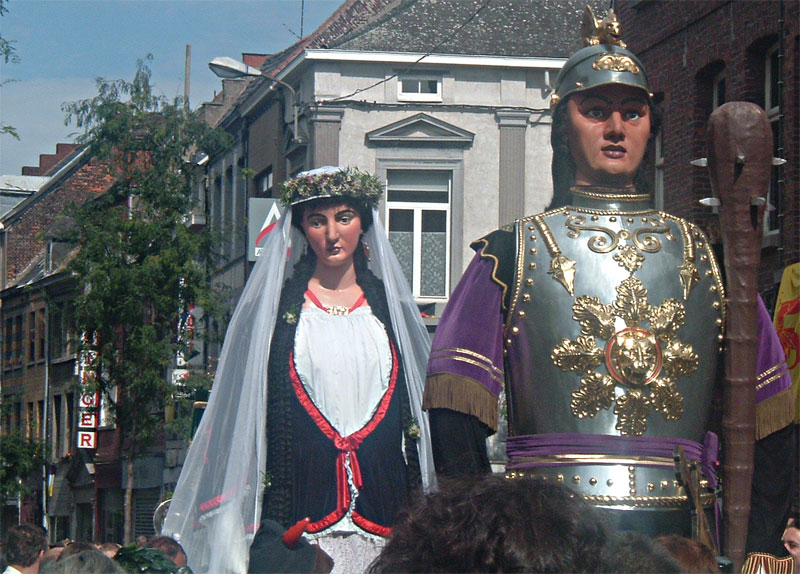
Góliát Úr és Neje: Ath város (Belgium) évi Óriásbáb-fölvonulásának kulcsfigurái. Az Óriás-pár a XV. században misztériumjáték-sorozatok főszereplői voltak

- A líceumi kicsengetési és érettségi (baccalaureatus) rituálék (szalagavató, kántálás, bankett) a római Saturnaliák és Bacchanaliák jelenkori maradványai.
- Az egyetemi diákhagyományokba való beavatás egyik legfontosabb mozzanata a különféle egyetemeken más-más forgatókönyv szerint lezajló gólyabál.
- A kortárs cirkuszművészet a goliárd kultúra számos összetevőjét és jellemzőjét (burleszk-komikum, groteszk realizmus, elcsodálkoztatás, megrökönyödtetés, meglepetéssorozatok használata, a közönség beugratása, zenei és dikcióbeli harsányság) következetesen megőrizte.
- A magyar népmesék csodatevő garabonciás diákjának az alakja a goliárd szellemiség magyar vonatkozásait mutatja.
- Irodalom. Goliárd ihletésű írók és költők. Voltaire, Rousseau, Arthur Rimbaud, Paul Verlaine, Charles Baudelaire, Henry David Thoreau, Blaise Cendrars, Ady Endre, Rejtő Jenő, József Attila, Jean Cocteau, Antonin Artaud, Faludy György, Csehy Zoltán, Orbán János Dénes, Kovács András Ferenc, Karácsonyi Zsolt.
- Film- és színművészet. Metró[1] (1985). Francia film. Rendezte Luc Besson ; François Villon (1988). Kétrészes játékfilm. Francia-román koprodukció. A filmet többek között a vajdahunyadi várban forgatták. Rendezte Sergiu Nicolaescu ; Pantagruel sógornője. Rendezte Silviu Purcărete. Kolozsvári Állami Magyar Színház, 2008 ; Cassino Transylvaniae (2005). Kisfilm. Rendezte Lakatos Róbert ; Bahrtalo ! (2009). Film. Rendezte Lakatos Róbert.
- Zeneművészet. Carl Orff, Carmina Burana (zenemű), 1937.
- Filozófia. Herbert Marcuse, Az egydimenziós ember (1964). Ford. Józsa Péter. Budapest, Kossuth, 1990.
- Intézményépítés. A bolognai székhelyű Goliardía nevű diákszövetség huszonöt olaszországi egyetem goliárdrendjeit tömöríti szervezeti egységbe.

## Irodalom

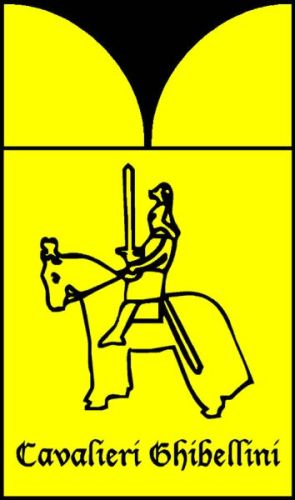
A Veronai Egyetem Goliárd-rendjének (Sacer Ordo Goliardicus de li Cavalieri Ghibellini) jelvénye

## A goliárd testvériség nemzetközi himnusza

A Gaudeamus igitur kezdősorainak kottája

Christian Wilhelm Kindleben
Gaudeamus Igitur (1781)
1. Gaudeamus igitur, /
iuvenes dum sumus, /
gaudeamus igitur, /
iuvenes dum sumus ! /
Post iucundam iuventutem, /
post molestam senectutem, /
nos habebit humus, /
nos habebit humus ! //
2. Vita nostra brevis est, /
brevi finietur, /
vita nostra brevis est, /
brevi finietur, /
venit mors velociter, /
rapit nos atrociter, /
nemini parcetur, /
nemini parcetur ! //
3. Vivat Academia, /
vivant professores, /
vivat Academia, /
vivant professores, /
vivat membrum quodlibet, /
vivant membra quaelibet, /
semper sint in flore, /
semper sint in flore ! //
4. Vivat et res publica, /
et qui illam regit, /
vivat et res publica, /
et qui illam regit, /
vivat nostra civitas, /
maecenatum caritas, /
quae nos hic protegit, /
quae nos hic protegit ! //
5. Vivant omnes virgines, /
faciles, formosae, /
vivant omnes virgines, /
faciles, formosae, /
vivant et mulieres, /
tenerae, amabiles, /
bonae, laboriosae, /
bonae, laboriosae ! //